# Coniopteryx (Holoconiopteryx) verticicornis
Coniopteryx (Holoconiopteryx) verticicornis is een insect uit de familie van de dwerggaasvliegen (Coniopterygidae), die tot de orde netvleugeligen (Neuroptera) behoort. 
Coniopteryx (Holoconiopteryx) verticicornis is voor het eerst wetenschappelijk beschreven door Monserrat in 1989.